# Ballarra
Genre
Ballarra est un genre d'opilions eupnois de la famille des Neopilionidae.

## Distribution
Les espèces de ce genre sont endémiques d'Australie.

## Liste des espèces
Selon World Catalogue of Opiliones (26/04/2021) :
- Ballarra alpina Hunt & Cokendolpher, 1991
- Ballarra cantrelli Hunt & Cokendolpher, 1991
- Ballarra clancyi Hunt & Cokendolpher, 1991
- Ballarra drosera Hunt & Cokendolpher, 1991
- Ballarra longipalpa Hunt & Cokendolpher, 1991
- Ballarra molaris Hunt & Cokendolpher, 1991

## Publication originale
- Hunt & Cokendolpher, 1991 : « Ballarrinae, a new subfamily of harvestmen from the Southern Hemisphere (Arachnida, Opiliones, Neopilionidae). » Records of the Australian Museum, vol. 43, no 2, p. 131–169 (texte intégral).